# زالام
زالام (به لاتین: Zalam) یک منطقه مسکونی در جمهوری آذربایجان است که در شهرستان قبله واقع شده‌است. زالام ۶۹۱ نفر جمعیت دارد.